# Pommers voetbalkampioenschap
Het Pommers voetbalkampioenschap (Duits: Pommers Fußballmeisterschaft) was een van de regionale voetbalcompetities van de Baltische voetbalbond, die bestond van 1914 tot 1933. In 1930 werd de competitie onderdeel van de Brandenburgse voetbalbond. Na drie seizoenen werd de competitie opgeheven en opgesplitst in kleinere competities. Dit werd weer ongedaan gemaakt in 1913/14. Intussen speelden andere clubs in de competitie als voorheen.
In 1933 kwam de Nationaalsocialistische Duitse Arbeiderspartij aan de macht in Duitsland en werden alle overkoepelende voetbalbonden met hun competities afgeschaft. De clubs uit Pommeren gingen in de Gauliga Pommern spelen.

## Erelijst
- 1914 Titania Stettin
- 1920 Titania Stettin
- 1921 Stettiner SC
- 1922 Titania Stettin
- 1923 Titania Stettin
- 1924 Stettiner SC
- 1925 Titania Stettin
- 1926 Titania Stettin
- 1927 Titania Stettin
- 1928 Preußen Stettin
- 1929 Titania Stettin
- 1930 Titania Stettin
- 1931 Polizei SV Stettin
- 1932 Stettiner SC
- 1933 Stettiner SC

1913/14 · 1919/20 · 1920/21 · 1921/22 · 1922/23 · 1923/24 · 1924/25 · 1925/26 · 1926/27 · 1927/28 · 1928/29 · 1929/30 · 1930/31 · 1931/32 · 1932/33